# Natuurbranden in de Verenigde Staten
Natuurbranden in de Verenigde Staten komen elk jaar voor, maar zijn regionaal erg verschillend. Afgezien van de kustgebieden aan de Grote Oceaan is Noord-Amerika doorgaans natter in het Oosten en droger in het Westen. De westelijke Verenigde Staten zijn daarom een regio van frequente en soms zeer intense natuurbranden.  De meeste zomers breken bosbranden uit in Californië, maar ook andere gebieden hebben onder natuurbranden te lijden.
De absolute brandbestrijding in de 20e eeuw heeft de omvang en intensiteit van branden onderdrukt, maar de ophoping van brandbaar materiaal in bosrijke zones, en de opwarming van de Aarde in de afgelopen decennia hebben geleid tot intensere branden.

## Geschiedenis

### 19e eeuw
Van in de 19e eeuw werden reusachtige branden gedocumenteerd, zoals The Great Fire (1845), The Yaquina Fire	(1858) en The Coos Fire (1868), alle drie in Oregon. De meest catastrofale was een reeks branden die na een kurkdroge zomer op 8 oktober 1871 tegelijk ontstonden in Wisconsin, Michigan en Illinois: de Grote brand van Chicago, de Great Michigan Fire, en vooral de brand nabij Peshtigo, die 490.000 ha verwoestte, en naar schatting 1.500 tot 2.500 slachtoffers eiste, de dodelijkste natuurbrand in de Amerikaanse geschiedenis. Verder werden onder meer Bighorn Fire (1876) in Wyoming genoemd, Thumb Fire (1881) in Michigan (282 slachtoffers), Santiago Canyon Fire (1889) in Californië en Hinckley Fire (1894) in Minnesota (ruim 400 slachtoffers).

### 20e eeuw
Bovenaan de lijst staan de Yacolt Burn (1902) in de staat Washington en Oregon, Adirondack Fire (1903) in de staat New York, de Great Fire of 1910, in Idaho en Montana (87 slachtoffers), Cloquet Fire (1918) in Minnesota en Wisconsin (453 slachtoffers), Giant Berkeley Fire (1923), Matilija Fire (1932) en Griffith Park Fire (1933) in Californië. In die staat en in Oregon veroorzaakte in 1987 een bliksemstorm meer dan 1.500 branden, die de geschiedenis ingingen als The Siege of 1987. De Yellowstone fires (1988) in het Yellowstone National Park brandden maandenlang en raakten niet onder controle. Uiteindelijk doofde het vuur door het natte najaarsweer. Ook Florida werd niet gespaard: tijdens de 1998 Florida wildfires woedden duizenden branden en brandjes in het noordoosten van de staat.

### 21e eeuw

#### 2000-2019
Vooral in Californië woedden reusachtige branden, met name in 2007, 2008, 2013, 2025 en praktisch jaarlijks sedert 2018.

#### Jaren 2020
In 2020 woedde een reeks grote bosbranden over de westelijke Verenigde Staten. Hevige onweersbuien in augustus deden tal van natuurbranden ontstaan in Californië, Oregon, en Washington, met begin september nog meer branden over de westkust. Meer dan 41.000 km2 ging in vlammen op, tienduizenden brandweerlieden werden gemobiliseerd, duizenden gebouwen brandden af, en er vielen minstens 37 slachtoffers.
In juni 2021 raakte een groot deel van westelijk Noord-Amerika in de greep van een hittekoepel. Ook Canada, en dan vooral de provincie Brits-Columbia werd getroffen: op 30 juni werd het dorp Lytton geëvacueerd als gevolg van een brand die de meeste gebouwen in de as legde, en de inwoners op de vlucht dreef. In de Verenigde Staten waren vooral Californië, Nevada en Oregon het toneel van branden.
In augustus 2023 woedden hevige en dodelijke natuurbranden op het Hawaïaanse eiland Maui. Er vielen tientallen slachtoffers, en een groot deel van het historische district van de stad Lahaina werd verwoest.
Bij natuurbranden in Californië in 2025 vielen tientallen doden en werden duizenden gebouwen verwoest.

### Statistieken

Het aantal acres (0,4 ha) dat in een bepaald jaar in de Verenigde Staten in vlammen is opgegaan (vanaf 1983).

Uit statistieken blijkt dat de omvang van de natuurbranden sedert 1983 is toegenomen, vanwege hogere temperaturen en droogtes als gevolg van de opwarming van de Aarde. Mede daardoor is een grotere hoeveelheid brandbaar materiaal opgehoopt in de wildernis, wat vaak leidt tot intensere, grotere en moeilijker te beheersen branden. Daarom gaan stemmen op om via gecontroleerde branden en andere maatregelen ondergroei en kreupelhout uit te dunnen.

## Brandbestrijding

### Methoden
Inheemse Amerikanen en vroege kolonisten bestreden enkel branden die dorpen en nederzettingen bedreigden, en lieten andere branden ongemoeid. Zelfs toen eind de jaren 1880 brandbestrijding technisch mogelijk werd, concentreerde men zich op bewoonde zones, terwijl branden in afgelegen gebieden grotendeels werden genegeerd. Dat veranderde begin 20e eeuw met de oprichting van de United States Forest Service, toen absolute brandbestrijding de voorkeur kreeg. Maar reeds in 1924 wees Aldo Leopold op het belang van branden in de bosecologie. Toch bleef dat beleid officieel overeind tot in de jaren 1960, toen men vaststelde dat er in de bossen van Californië geen nieuwe reuzensequoia's meer opgroeiden: de bosbranden bleken een essentieel onderdeel van hun levenscyclus. Ook het Leopold Report en de Wilderness Act, beide van 1964 droegen bij tot meer inzicht in wilde ecosystemen, en de rol van het vuur daarin. De National Park Service ging in 1968 overstag, en de US Forest Service in 1978. Toch blijft het gedogen van natuurlijke branden en de methode van beheerbranden in de praktijk niet eenvoudig, vanwege het risico op grotere uitbraken of de nabijheid van menselijke activiteiten. In 2001 werd een National Fire Plan ingevoerd, met een sterk verhoogd budget.
Een recent verschijnsel is de toegenomen menselijke bewoning in zogenoemde red zones, de wildland–urban interface, dat is het overgangsgebied tussen wildernis en gebouwde omgeving. Voor woningen in dergelijke zones, die een groter risico lopen op catastrofale branden, werden specifieke aanbevelingen en richtlijnen uitgewerkt.

### Organisatie
Brandweerlieden werken doorgaans in overheidsdienst, in gemeentelijke en provinciale korpsen, regionale hulporganisaties of staatsagentschappen zoals het California Department of Forestry and Fire Protection. Op federaal niveau wordt de brandbestrijding gecoördineerd door het National Interagency Fire Center (NIFC) in Boise, Idaho, met medewerking van de weerkundige dienst en diverse instanties van de departementen Binnenlandse Zaken, Landbouw, Binnenlandse Veiligheid en Handel. In noodgevallen wordt het leger ter hulp geroepen.
Het National Interagency Fire Center publiceert ook een dagelijks brandrapport, en noteert brandincidenten over de hele Verenigde Staten in dagelijkse en jaarlijkse statistieken.

### Kosten
De kosten van blusoperaties voor één enkele natuurbrand kunnen in de miljoenen dollars lopen. Federale financiering komt van de Forest Service en het Department of the Interior. Het jaarbudget liep van 1,6 miljard dollar in 1994 tot 5 miljard dollar in 2016.